# Chrasť nad Hornádom
Chrasť nad Hornádom és un poble i municipi d'Eslovàquia. Es troba a la regió de Košice, a l'est del país.

## Història
La primera referència escrita de la vila data del 1280.

## Demografia
| Godina             | 1994 | 2004    | 2014    | 2024   |
| ------------------ | ---- | ------- | ------- | ------ |
| Nombre de persones | 683  | 772     | 872     | 928    |
| Diferència         |      | +13,03% | +12,95% | +6,42% |

| Godina             | 2023 | 2024 |
| ------------------ | ---- | ---- |
| Nombre de persones | 928  | 928  |
| Diferència         |      | +0%  |